# Chernel-kert Arborétum
A Chernel-kert Arborétum Kőszegtől nyugatra fekszik.

## Története
Egykor a Chernel-család mintegy 1,5 hektáros gyümölcsöskertje volt, majd Chernel István ornitológus emlékkertté, madárvédelmi mintateleppé alakította. Az arborétum kialakításához 1898-ban fogott hozzá, amikor nemzeti ünnepeinken, jelesebb napokon (mint például Kossuth Lajos és II. Rákóczi Ferenc fejedelem hamvainak hazahozatalakor) és családi eseményeken emlékfákat kezdett ültetni. Később sűrű sövényeket telepített, hogy a madarak jó fészkelő- és búvóhelyeket találhassanak. Baráti kapcsolatot ápolt számos közeli arborétum gazdájával, és a növények egy részét is Kámonból, Szelestéről szerezte be.
A kert előtti emlékművet 1931-ben állították; Chernel István portréját Mayer Sándor szombathelyi szobrászművész faragta meg.
Chernel István utódai többé-kevésbé megpróbálták a park értékeit megtartani, de eközben ismét gyümölcsfákat ültettek. A 2. világháború után államosították, és gazdálkodóknak adták bérbe. A pusztulástól végül Horváth Ernő, a Vas Megyei Múzeumok igazgatóhelyettese mentette meg; az 1965-ben a múzeum birtokába került. Még abban az évben az Országos Természetvédelmi Hivatal védetté nyilvánította, és a nagyközönség számára is megnyitották. A kertet Retkes József tervei alapján rekonstruálták.
A szomszédos kertek megvásárlásának köszönhetően területe 1972-re 2,5 hektárra nőtt. 1972-ben, egy kis faházban megnyitották a Chernel István Múzeumot, ahol a Chernel-hagyatékon túl Kőszeg környékének élővilágát is bemutatják.
Az arborétumot és társintézményeit 1992-ben bezárták, és csak két év múlva nyitották meg újra, amikor a Fertő–Hanság Nemzeti Park kezelésébe adták. 1998-ban alakították ki a védett növényeket bemutató tanösvényt. A múzeumot új épületbe költöztették.
2002-ben az intézményeket az akkor alakult Őrségi Nemzeti Parknak adták át, és ekkor elkezdték a besűrűsödött kert felújítását. Hangulatos úttal feltárták a kert korábban gyümölcsösként használt részét, amit Horváth Ernő díszfákkal ültetett be.
2002-ben készült el kert különleges kapuja, Tornay Endre András kőszegi szobrászművész munkája.

## Egyéb intézmények
A kertben az arborétum mellett madárvédelmi mintatelep is működik.
Az emlékmúzeum Chernel István és Bechtold István munkásságát mutatja be. A múzeum mellett szabadtéri kiállítást is berendeztek. A rokokó udvarházban működik az Őrségi Nemzeti Park igazgatóságának Vas megyei irodája. A részlegesen megtekinthető madárkórházban ápolják az egész Dunántúlról érkező sérült madarakat.

## Az arborétum fái
A park legértékesebb fái a kínai aranyfenyők (Pseudolarix amabilis), amik mellett áll itt néhány hatalmas luc- (Picea abies) és jegenyefenyő (közönséges jegenyefenyő, Abies alba), atlaszcédrus és andalúziai jegenyefenyő (Abies pinsapo) is.